# Haakon, o Vermelho
Haakon, o Vermelho (c. 1040 – 1079) – conhecido na Suécia como Håkan Röde – foi rei da Suécia na década de 1070.                                                                                                                            Há pouquíssima informação sobre Haakon e a maior parte é contraditória e inconciliável, não existindo nada de certo sobre seu reinado.

O quarto era Hakun røðhe. Nasceu em Levene, em Viste härad. Durante treze Invernos, foi rei e está sepultado em Levene, onde nasceu.

— Kungalängden (escrita por volta de 1240 pelo ”Padre de Vidhem” e anexada à Lei da Västergötland; conservada no manuscrito KB B 59 da Biblioteca Nacional da Suécia

Teria ascendido ao poder real depois do rei Halstano, ter sido expulso em 1070 pelos Suíones (devido a se ter negado a realizar sacrifícios aos deuses nórdicos), e o seu sucessor Anund Gårdske ter sido destituído em 1075. A Suécia nesse tempo se encontrava dividida entre religiões, havendo os suecos pagãos e os suecos cristãos. Na Gotalândia Ocidental o cristianismo estava implantado, mas na Sueônia o paganismo nórdico ainda era dominante, embora começasse a vacilar.
As fontes existentes, escassas e contraditórias, apontam a possibilidade de Haakon ter tido um ou vários corregentes - Anundo Gårdske, que haveria governado os suecos pagãos na primeira metade da década de 1070, e/ou Ingo, o Velho.
Pouco se sabe da família de Haakon, apenas que era possivelmente um filho ilegítimo do rei Estenquilo, e que se casou com a viúva do rei Érico VIII.
Na Pedra de Håkan (Håkanstenen), uma pedra rúnica na ilha de Adelsö, no Lago Malar, é mencionado o nome de um certo Hakon, associado a rei, sendo esta a primeira vez que a palavra rei (kunungi) está documentada na Suécia. Pode ser uma referência a Håkan, o Vermelho.
| “ | Rað þu runaR. Rett let rista ToliR bryti i roði kunungi. ToliR ok Gylla letu ris[ta] ..., þaun hion æftiR [si]k(?) mærki ... Hakon bað rista. | ” |
|   | |   |